# Gare de La Chaize-le-Vicomte
Ne doit pas être confondu avec Gare de La Chaise-Dieu.
La gare de la Chaize-le-Vicomte est une gare ferroviaire française de la ligne des Sables-d'Olonne à Tours, située sur le territoire de la commune de La Chaize-le-Vicomte, dans le département de la Vendée, en région Pays de la Loire.
C'est une halte ferroviaire de la Société nationale des chemins de fer français (SNCF) desservie par des trains TER Pays de la Loire circulant entre La Roche-sur-Yon et Chantonnay.

## Situation ferroviaire
Établie à 93 mètres d'altitude, la gare de La Chaize-le-Vicomte est située au point kilométrique (PK) 49,075 de la ligne des Sables-d'Olonne à Tours, entre les gares de La Roche-sur-Yon et de Fougeré.

## Histoire
Le 20 mai 1869 la décision est prise d'installer une station intermédiaire à La Chaize-le-Vicomte pour la ligne de Napoléon-Vendée à Bressuire.

## Service des voyageurs

### Accueil
Halte SNCF, c'est un point d'arrêt non géré (PANG) à accès libre. En 2015, la région des Pays de la Loire promet que l'abri de quai devrait être remplacé, avec l'aide du programme européen « Citizens rail » de développement des chemins de fer régionaux.

### Desserte
La Chaize-le-Vicomte est desservie par des trains TER Pays de la Loire omnibus circulant entre La Roche-sur-Yon et Chantonnay : 3 allers-retours en semaine de septembre à juin (1,5 le matin et 1,5 le soir) et un aller-retour le dimanche soir d'octobre à avril. Elle est aussi desservie par un train faisant La Roche-sur-Yon - Tours en semaine.

### Intermodalité
Un parking pour les véhicules est aménagé.

## Galerie de photographies

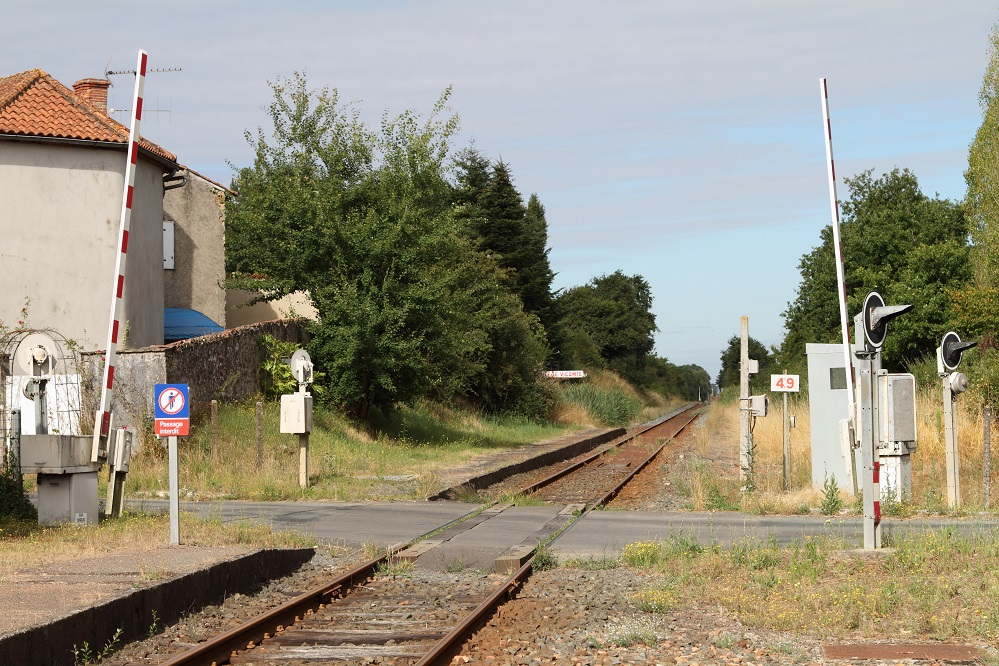
Vue en direction de La Roche-sur-Yon, au niveau du PN, situé au milieu du quai.
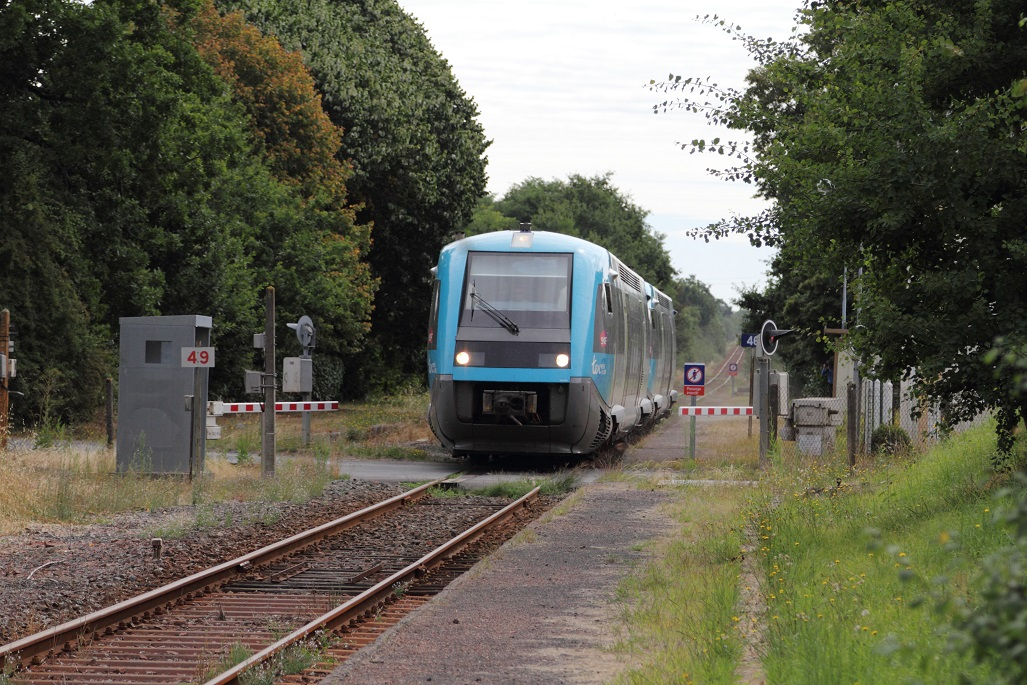
Passage d'un train vers La Roche-sur-Yon.
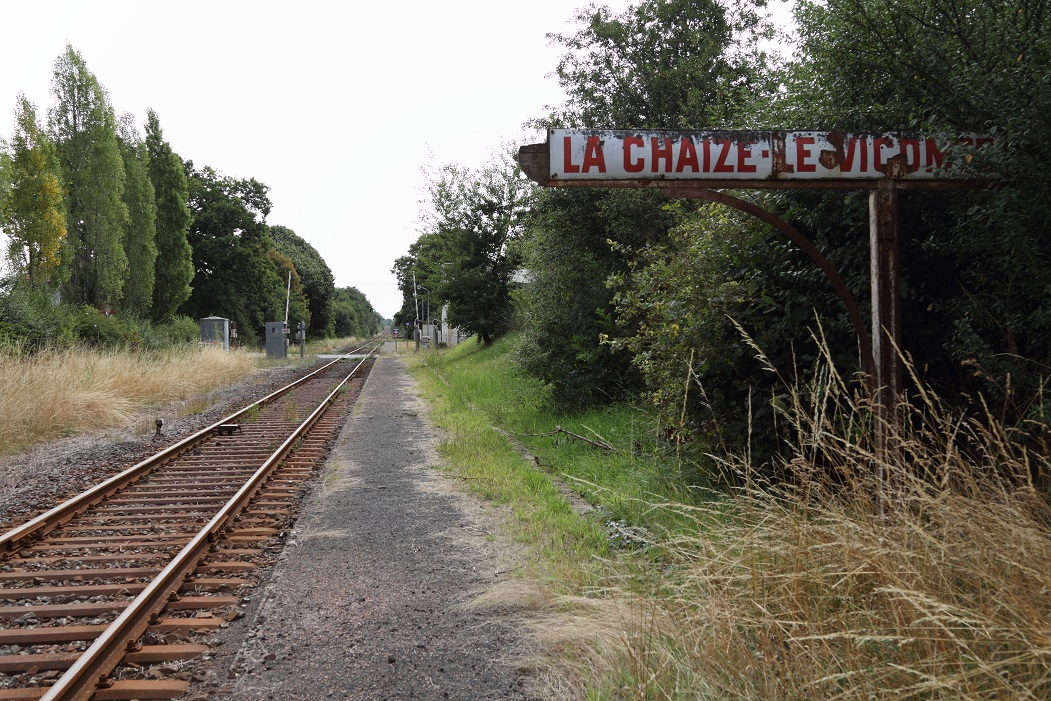
Vue en direction de Thouars.
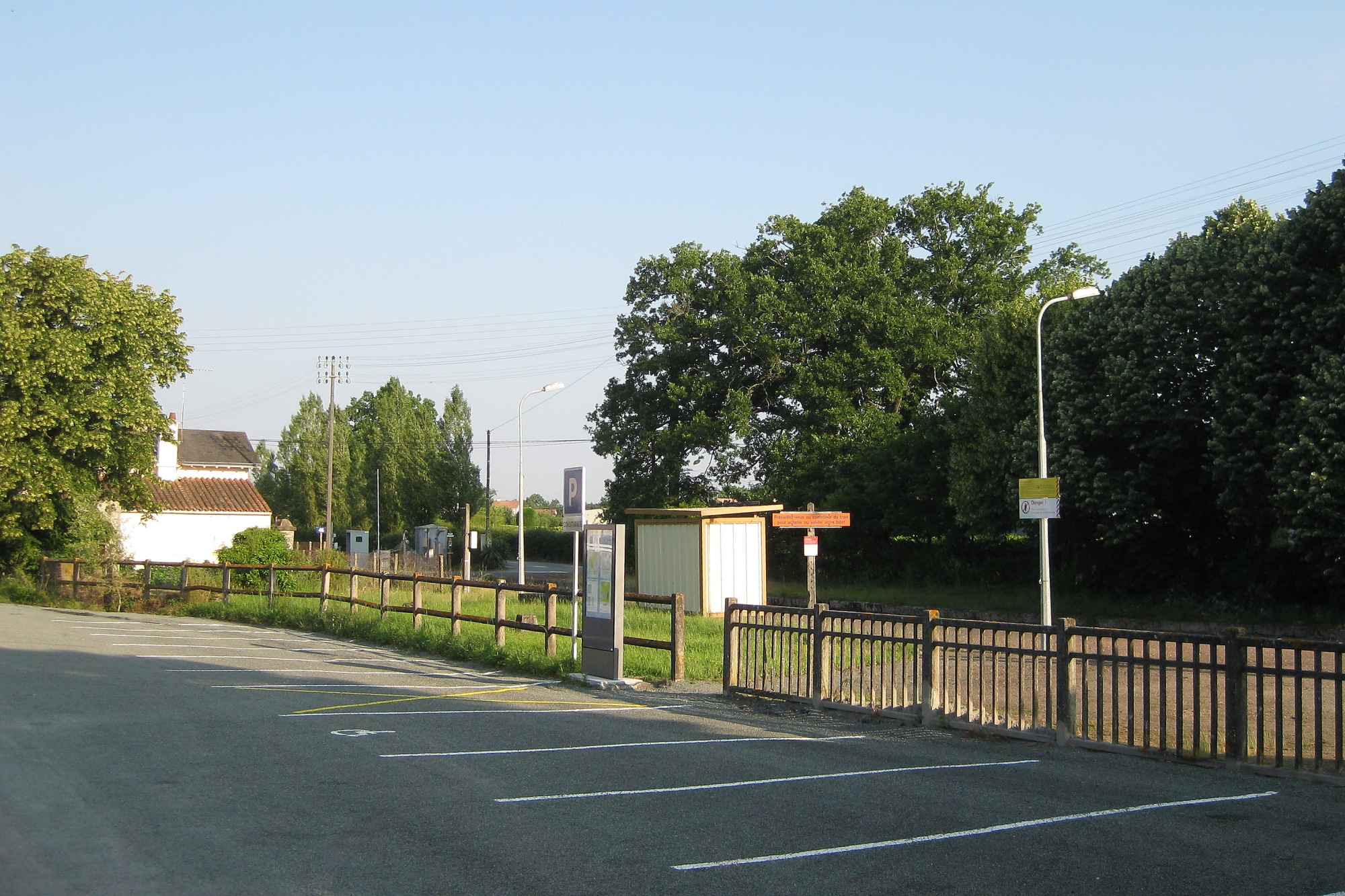
Parking.